# 島根県立松江北高等学校
島根県立松江北高等学校（しまねけんりつ まつえきたこうとうがっこう, Shimane Prefectural Matsue Kita High School）は、島根県松江市奥谷町に所在する公立高等学校。通称は「北高」（きたこう）、「松北」（まつきた）。

## 概要
歴史
1876年（明治9年）に開設された「教員伝習校内変則中学科」（旧制中学校）を前身とし、「島根県立第一中学校」、「島根県立松江中学校」など数回の改称を経た後、1948年（昭和23年）の学制改革で新制高等学校「島根県立松江第一高等学校」（男子校）となる。翌1949年（昭和24年）に高等女学校を前身とする島根県立松江第二高等学校・松江市立高等学校（女子校）と統合され、男女共学の「島根県立松江高等学校」が発足。その後1961年（昭和36年）に南北の2校に分離され、「島根県立松江北高等学校」（現校名）となった。旧制中学校時代を含めれば、島根県内で一番長い歴史を持つ公立の高等学校である。2016年（平成28年）に創立140周年を迎えた。
設置課程・学科
全日制課程 2学科
- 普通科
- 理数科

過年度生（卒業生）を対象に受験指導のための補習科が併設されている。
モットー
「質実剛健・文武両道」
校章
1948年（昭和23年）に発足した「島根県立松江第一中学校」（男子校）の校章を継承している。松葉を図案化したものを背景にして「高」の文字を置いている。
校歌
タイトルは「さんみゃくうかびて」。1953年（昭和28年）に制定。作詞は土岐善麿、作曲は高田三郎による。歌詞は3番まであり、校名の「松江北高」が登場する。インターハイなど部活動などの大きな大会の壮行式では、「けんこうひとしく」から始まる校歌3番のみ斉唱される。
授業
学校生活では1 - 7限目までの授業が基本。3年生になると時には0限授業や8限授業、19:00まで「放課後学習」という自主学習が実施される。3年生になると、夏休みはお盆休みの3日間を除きほぼすべてが補習授業に当てられ、年末年始も3日間程度の休みがあるのみで補習授業やセンター模試が行われる。年に5回ほど土曜日に登校日が設けられる。
同窓会
かつてのシンボルツリーである二本松にちなみ、「双松会」と称している。県外では東京、近畿（大阪）、広島、鳥取米子、県内では大田市、東部などに支部を置いている。

## 沿革
旧制中学校・新制高等学校（男子校）時代
- 1876年（明治9年）3月 - 「教員伝習校内変則中学[2]科」を設置。
- 1877年（明治10年）11月 - 「松江中学」として独立。
- 1884年（明治17年） - 「島根県第一中学校」と改称[3]。
- 1886年（明治19年）8月 - 中学校令の施行により「島根県尋常中学校」に改称[4]。修業年限を5年とする。
- 1893年（明治26年）- 「島根県第一尋常中学校」に改称[5]。
- 1899年（明治32年）- 中学校令の改正により「島根県第一中学校」に改称（「尋常」が除かれる）。
- 1901年（明治34年）- 「島根県立第一中学校」に改称。
- 1907年（明治40年）4月 - 「島根県立松江中学校」と改称。
- 1920年（大正9年）11月 - （旧制）松江高等学校（島根大学の前身の1つ）が併設される。
- 1921年（大正11年）12月 - （旧制）松江高等学校の校舎が完成したため、移転を完了し、併設を解消。
- 1923年（大正12年）8月 - 野球部が第9回全国中等学校優勝野球大会（全国高等学校野球選手権大会、夏の甲子園大会の前身）に初出場。
- 1943年（昭和18年）4月1日 - 中等学校令の施行により、この時の入学生から修業年限が4年に短縮される。
- 1944年（昭和19年）4月1日 - 前年に閣議決定された教育ニ関スル戦時非常措置方策により、修業年限4年施行[6]の前倒しが行われることとなる。
  - この時の4年生（1941年（昭和16年）入学生）から適用し、4年を修了する1945年（昭和20年）3月の施行となる。
- 1945年（昭和20年） 
  - 3月 - 決戦教育措置要綱[7]が閣議決定され、同年4月から翌年3月末まで授業が停止されることとなる。修業年限短縮の前倒しにより、4・5年合同の卒業式を挙行。
  - 4月 - 授業を停止。
  - 5月22日 - 戦時教育令が公布され、授業を無期限で停止することが法制化される。
  - 8月15日 - 終戦。
  - 9月 - 授業を再開。
- 1946年（昭和21年）4月1日 - 修業年限が5年に戻る（4年で卒業することもできた）。
- 1947年（昭和22年）4月1日 - 学制改革（六・三制の実施、新制中学校の発足）
  - 旧制中学校の生徒募集を停止。
  - 新制中学校を併設し（名称・島根県立松江中学校併設中学校、以下・併設中学校）、旧制中学校の1・2年修了者を新制中学2・3年生として収容。
  - 併設中学校は経過措置として暫定的に設置されたため、新たに生徒募集は行われず、在校生が2・3年生のみの中学校であった。
  - 旧制中学校3・4年修了者はそのまま旧制中学校に在籍し、4・5年生となる（4年で卒業することもできた）。
- 1948年（昭和23年）
  - 4月1日 - 学制改革（六・三・三制の実施、新制高等学校の発足）
    - 旧制中学校が廃止され、新制高等学校「島根県立松江第一高等学校」（男子校）が発足。
    - 旧制中学校卒業生（希望者）を新制高校3年生、旧制中学校4年修了者を新制高校2年生、併設中学校卒業生を新制高校1年生として収容。
    - 併設中学校は新制高校に継承され（名称・島根県立松江第一高等学校併設中学校）、在校生が1946年（昭和21年）に旧制中学校へ最後に入学した3年生のみとなる。

  - 5月 - 火災により校舎を焼失（全焼）。
  - 12月 - 新校舎が完成。
- 1949年（昭和24年）3月31日 - 最後の卒業生を送り出し、併設中学校を廃止。

県立高等女学校・新制高等学校（女子校）時代
- 1897年（明治30年）5月 - 「松江市立高等女学校」が開校。
- 1907年（明治40年）4月1日 - 県立移管により「島根県立松江高等女学校」に改称。
- 1947年（昭和22年）4月1日 - 学制改革（六・三制の実施、新制中学校の発足）
  - 高等女学校の生徒募集を停止。
  - 新制中学校を併設（島根県立松江高等女学校併設中学校、以下・併設中学校）し、高等女学校1・2年修了者を新制中学2・3年生として収容。
  - 併設中学校は経過措置としてあくまで暫定的に設置されたため、新たに生徒募集は行われず、在校生が2・3年生のみの中学校であった。
  - 高等女学校3・4年修了者はそのまま高等女学校に在籍し、高等女学校4・5年生となった（4年で卒業することもできた）。
- 1948年（昭和23年）4月1日 - 学制改革（六・三・三制の実施、新制高等学校の発足）
  - 高等女学校が廃止され、新制高等学校「島根県立松江第二高等学校」（女子校）が発足する。私立松操高等女学校（1923年（大正12年）創立）を統合。
  - 高等女学校卒業生（希望者）を新制高校3年生、高等女学校4年修了者を新制高校2年生、併設中学校卒業生を新制高校1年生として収容。
  - 併設中学校は新制高校に継承され（名称・島根県立松江第二高等学校併設中学校）、在校生が1946年（昭和21年）に高等女学校へ最後に入学した3年生のみとなる。
- 1949年（昭和24年）3月31日 - 最後の卒業生を送り出し、併設中学校を廃止。

市立高等女学校・新制高等学校（女子校）時代
- 1911年（明治44年）4月1日 - 「松江市立女子技芸学校」が開校。
- 1927年（昭和2年）5月 - 「松江市立家政高等女学校」に改称。
- 1941年（昭和16年）4月1日 - 「松江市立高等女学校」に改称。
- 1947年（昭和22年）4月1日 - 学制改革（六・三制の実施、新制中学校の発足）
  - 高等女学校の生徒募集を停止。
  - 新制中学校を併設（松江市立高等女学校併設中学校、以下・併設中学校）し、高等女学校1・2年修了者を新制中学2・3年生として収容。
  - 併設中学校は経過措置としてあくまで暫定的に設置されたため、新たに生徒募集は行われず、在校生が2・3年生のみの中学校であった。
  - 高等女学校3・4年修了者はそのまま高等女学校に在籍し、高等女学校4・5年生となった（4年で卒業することもできた）。
- 1948年（昭和23年）4月1日 - 学制改革（六・三・三制の実施、新制高等学校の発足）
  - 高等女学校が廃止され、新制高等学校「松江市立高等学校」（女子校）が発足する。
  - 高等女学校卒業生（希望者）を新制高校3年生、高等女学校4年修了者を新制高校2年生、併設中学校卒業生を新制高校1年生として収容。
  - 併設中学校は新制高校に継承され（名称・松江市立高等学校併設中学校）、在校生が1946年（昭和21年）に高等女学校へ最後に入学した3年生のみとなる。
- 1949年（昭和24年）3月31日 - 最後の卒業生を送り出し、併設中学校を廃止。

新制高等学校（男女共学）
- 1949年（昭和24年）
  - 4月1日 - 高校三原則に基づき、島根県内の公立高等学校の再編が行われる。
    - 島根県立2校（松江第一高等学校・松江第二高等学校）と松江市立高等学校1校の計3校を統合し、総合制高等学校「島根県立松江高等学校」（男女共学）が発足。
    - 当分の間、旧松江第一高等学校校舎を「北校舎」、旧松江第二高等学校校舎を「南校舎」として使用する。

  - 5月20日 - PTAが発足。
  - 10月30日 - 第1回学園祭を実施。
- 1950年（昭和25年）11月20日 - 増築校舎の完成により北校舎への移転・統合を完了。
- 1951年（昭和26年）2月28日 - 増築校舎と体育館が完成。
- 1953年（昭和28年）10月10日 - 校歌を制定。
- 1954年（昭和29年）4月1日 - 定時制宍道（しんじ）分校（家庭科1学級、修業年限4年、午前・午後の昼間二部制）を設置。
- 1955年（昭和30年）4月1日 - 島根県立松江工業高等学校より通信教育部が移管される。
- 1961年（昭和36年）
  - 4月1日
    - 「島根県立松江北高等学校」（現校名）と「島根県立松江南高等学校」に分割される。
    - 通信教育部を通信制課程と改称。被服科を廃止。定時制宍道分校を松江南高等学校に移管。

  - 7月 - 通信教育課程協力校（大田・浜田・益田・隠岐）を設置。
- 1962年（昭和37年）4月1日 - 島根県立浜田高等学校の通信制課程を統合。
- 1966年（昭和41年）- PTAにより補習科が併設される。
- 1968年（昭和43年）4月1日 - 理数科を設置。全日制課程が2学科体制となる。
- 1976年（昭和51年）
  - 3月10日 - 赤山（現在地）に体育館が完成。
  - 11月16日 - 赤山（現在地）に教室棟が完成。
- 1977年（昭和52年）12月25日 - 赤山（現在地）に管理棟・特別教室棟が完成。
- 1978年（昭和53年）
  - 3月10日 - 100周年記念会館が完成。
  - 3月17日 - 西川津校舎（旧校舎）で離校式を挙行。西川津校舎を廃止。
  - 3月20日 - 赤山新校舎（現在地）で入校式を挙行。移転を完了。
  - 5月21日 - 創立100周年及び新校舎竣工記念式典を挙行。
  - 11月24日 - 100周年記念会館が「起雲館」と命名される。
- 1979年（昭和54年）5月22日 - 旧制中学校同窓会「双松会」と「松江北高校同窓会」が統合され、新「双松会」が発足。
- 1980年（昭和55年）
  - 3月12日 - 財団法人「紅陵会」の設立が認可される。
  - 5月1日 - 寄宿舎が完成し、入寮式を挙行。
- 1988年（昭和63年）2月 - シンボルツリーの二本松（双松）のうちの1本に斧入れ（伐採）を行う。
- 1991年（平成3年）3月31日 - 体育館南側中庭の改修を完了。
- 1994年（平成6年）
  - 4月1日 - 通信制課程が単位制となる。
  - 6月26日 - 通信制の体育館が完成。
- 1997年（平成9年）
  - 3月31日 - 通信制課程、普通科家政コースを廃止。
  - 4月28日 - 通信制黒田校舎の開校式を挙行。
- 1999年（平成11年）3月31日 - 通信制課程、衛生看護科を廃止。
- 2000年（平成12年）3月31日 - 通信制課程、普通科建築コースおよび機械科を廃止。
- 2001年（平成13年）10月 - シンボルツリーの二本松（双松）の残る1本に斧入れ（伐採）を行う。
- 2002年（平成14年）3月 - 野球部が第74回選抜高等学校野球大会に21世紀枠で出場。
- 2010年（平成22年）3月31日 - 通信制課程の募集を停止し、通信制課程の在校生を松江北高在籍のまま新設の島根県立宍道高等学校に移管。
- 2013年（平成25年）3月31日 - 最後の卒業生（2009年度（平成21年度）入学生）を送り出し、通信制課程を廃止。

## 学校行事
- 以前より修学旅行は実施されていなかったが、2022年度より普通科は近畿地方への研修,理数科は関東地方への研修が導入された。9月に紅陵祭と呼ばれる学園祭が実施される。年に2度校内で球技大会が実施される[8]。

## クラブ活動（全日制課程）
運動部
- 野球部 - 2002年（平成14年）の第74回選抜高等学校野球大会へ21世紀枠で出場した。
- 男子バスケットボール部
- 女子バスケットボール部
- 男子バレーボール部
- 女子バレーボール部
- バドミントン部
- 女子バドミントン部
- 新体操部
- 体操部
- 卓球部
- サッカー部
- 陸上部
- ボート部
- 弓道部 - 2011年（平成23年）度の第30回全国高等学校弓道選抜大会で女子が優勝した。
- 剣道部
- 柔道部
- 男子テニス部
- 女子テニス部
- 男子ソフトテニス部
- 女子ソフトテニス部
- 水泳部
- 男子登山部
- 女子登山部

文化部
- 演劇部
- 合唱部
- 生活科学部
- 華道部
- 箏曲部
- 茶道部
- JRC部（Junior Red Cross）
- 写真部
- 自然科学部
- 書道部
- 新聞部
- 美術部
- 文芸部
- 放送部
- 吹奏楽部
- パソコンサイエンス部
- 百人一首かるた部
- 囲碁部
- 将棋部
- 弦楽部
- コミュニケーション部

## 関連する作品
小説
- 法月綸太郎『密閉教室』 - 「湖山北高校」（ノーカット版では「毬江北高校」）のモデルである。

ドラマ
- NHKの連続テレビ小説『だんだん』（2008年度下半期） - 物語開始時に主人公の一人である田島めぐみが通う高校として登場している。在校生がエキストラとして出演し、教室で撮影が行われた。

## 著名な関係者

### 出身者
旧制中学校・高等女学校
- 若槻礼次郎 - 第25代・第28代内閣総理大臣、閣僚、貴族院議員（退学）
- 竹下登 - 第74代内閣総理大臣、閣僚、衆議院議員
- 竹下勇造 - 島根県掛合村長、竹下登の父親
- 木村小左衛門 - 閣僚、衆議院議員
- 細田吉蔵 - 閣僚、衆議院議員
- 石倉俊寛 - 島根県松江市長、軍人
- 景山俊弘 - 島根県掛合町長
- 宮岡寿雄 - 島根県松江市長、兵庫県神戸市助役
- 永井隆 - 医師、医学博士
- 足立正 - 実業家（日本商工会議所第12代会頭）
- 松本肇 - 英文学者
- 河井寛次郎 - 陶芸家、エッセイスト
- 山内以九士 - 戦前の東京六大学野球・慶大野球部選手、野球殿堂
- 田中隆吉 - 陸軍少将、東京裁判で検事側証人として被告側に不利な証言をしたことで知られる
- 田部長右衛門 (23代) - 実業家、奥出雲の山林大地主
- 岸清一 - IOC委員、政治家、弁護士、日本スポーツの総本山であった岸記念体育会館に名を残した。
- 原忠一 - 海軍中将
- 山田定義 - 海軍中将
- 門脇季光 - 外務事務次官
- 津田晴一郎 - マラソン選手。アムステルダムオリンピック・ロサンゼルスオリンピック連続入賞。
- 井上赳 - 『サクラ読本』の父
- 恒藤恭 - 法学者、大阪市立大学名誉教授
- 西田千太郎 - 教育者（退学）
- 山本幡男[9] - シベリア抑留者の精神的支柱として知られる人物

新制高校以後
- 林春生（テレビプロデューサー、作詞家）
- 野崎健輔 - 映画監督
- 奈良原一高 - 写真家
- 園山俊二 - 漫画家
- 長谷川堯 - 建築史家・評論家（俳優、長谷川博己の父親）
- 芦田昭充 - 商船三井社長
- 今井秀樹 - 東京大学名誉教授、中央大学教授、産業技術総合研究所情報セキュリティ研究センター長兼務1943
- 景山俊太郎 - 政治家
- 興直孝 - 内閣府政策統括官、日本海洋科学振興財団理事長
- 谷岡弘規 - 俳優
- 井原勝美 - ソニーフィナンシャルホールディングス社長、ソニー生命保険社長
- 柏木登 - バップ社長、元日本テレビ放送網チーフプロデューサー
- 島田二郎 - 元島根県安来市長
- 錦織功政 - 元財務省中国財務局長
- 毛利信二 - 元国土交通事務次官、住宅金融支援機構理事長
- 由木文彦 - 復興庁事務次官
- 経種廉彦 - 声楽家（テノール歌手）
- 高村ゆかり - 国際法学者、東京大学教授、環境省中央環境審議会会長、日本学術会議副会長
- 石橋通宏 - 参議院議員
- 上山博之 - バスケットボール・日立サンロッカーズ選手
- 辰巳悦加 - 陸上選手
- 岸佳宏 - ミュージカル俳優
- 成相肇 - キュレーター、美術評論家
- 曳野康久 - バスケットボール選手
- 御秒奈々 - タレント
- 森谷佳奈 - 山陰放送アナウンサー
- 妻屋秀和 - 声楽家（バス歌手）
- 目次立樹 - 舞台俳優（劇団ゴジゲン）
- 小松原凜香 - バレーボール・岡山シーガルズ選手（内定）
- ルシファー吉岡 - 芸人

### 教職員など
- 小泉八雲（パトリック・ラフカディオ・ハーン（ヘルン）） - 作家、日本研究家。1890年（明治23年）に英語教師として赴任。
- 清水秀雄 - 元南海。元野球部監督

## 学校周辺
- 塩見縄手
- 島根大学旧奥谷宿舎（旧制松江高等学校外国人宿舎） - 国登録有形文化財
- 明々庵 - 県指定有形文化財
- 武家屋敷
- 小泉八雲旧居 - 国指定史跡
- 小泉八雲記念館

## 交通アクセス
最寄りの鉄道駅
- 一畑電車 北松江線 「松江しんじ湖温泉駅」（下車後、徒歩20分）
- JR 山陰本線　「松江駅」(下車後、バスで15分、徒歩40分)